# Nevesinje
Nevesinje (en serbe cyrillique : Невесиње) est une ville et une municipalité de Bosnie-Herzégovine située dans la république serbe de Bosnie. Selon les premiers résultats du recensement bosnien de 2013, la ville intra muros compte 5 464 habitants et la municipalité 13 758.

## Géographie

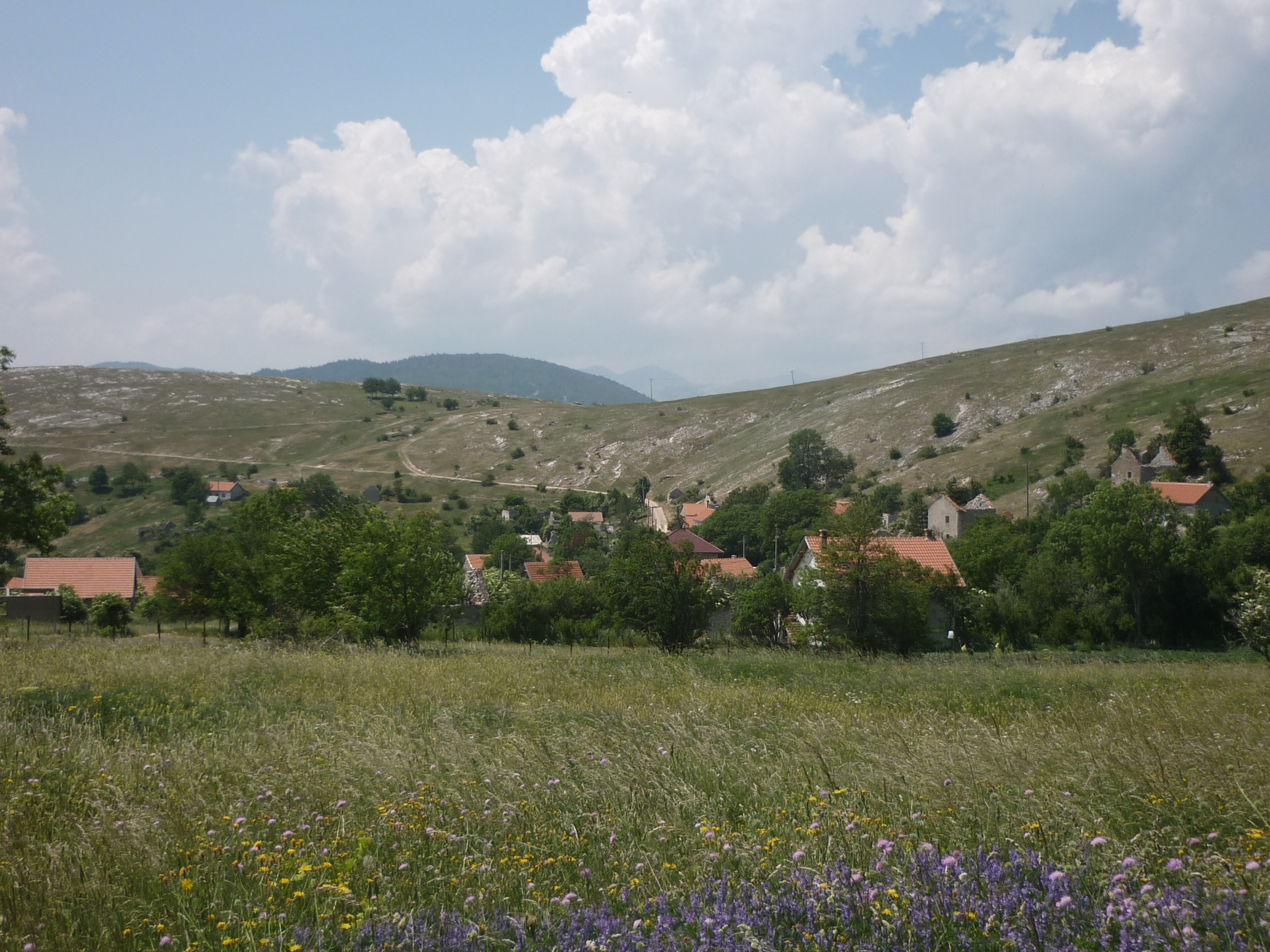
Vue du village de Kruševljani, près de Nevesinje

## Histoire
Province de Herzégovine sous l'Empire ottoman. Durant la période sous occupation par l'Autriche-Hongrie (1878-1918), un bureau de poste militaire avec station télégraphique a été ouvert, identifié par le numéro 3.

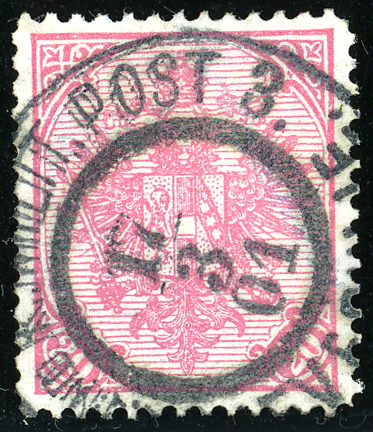
Timbre de Bosnie et Herzégovine, oblitéré en 1901 à NEVESINJE (KuK Milit.Post N°3)

## Localités

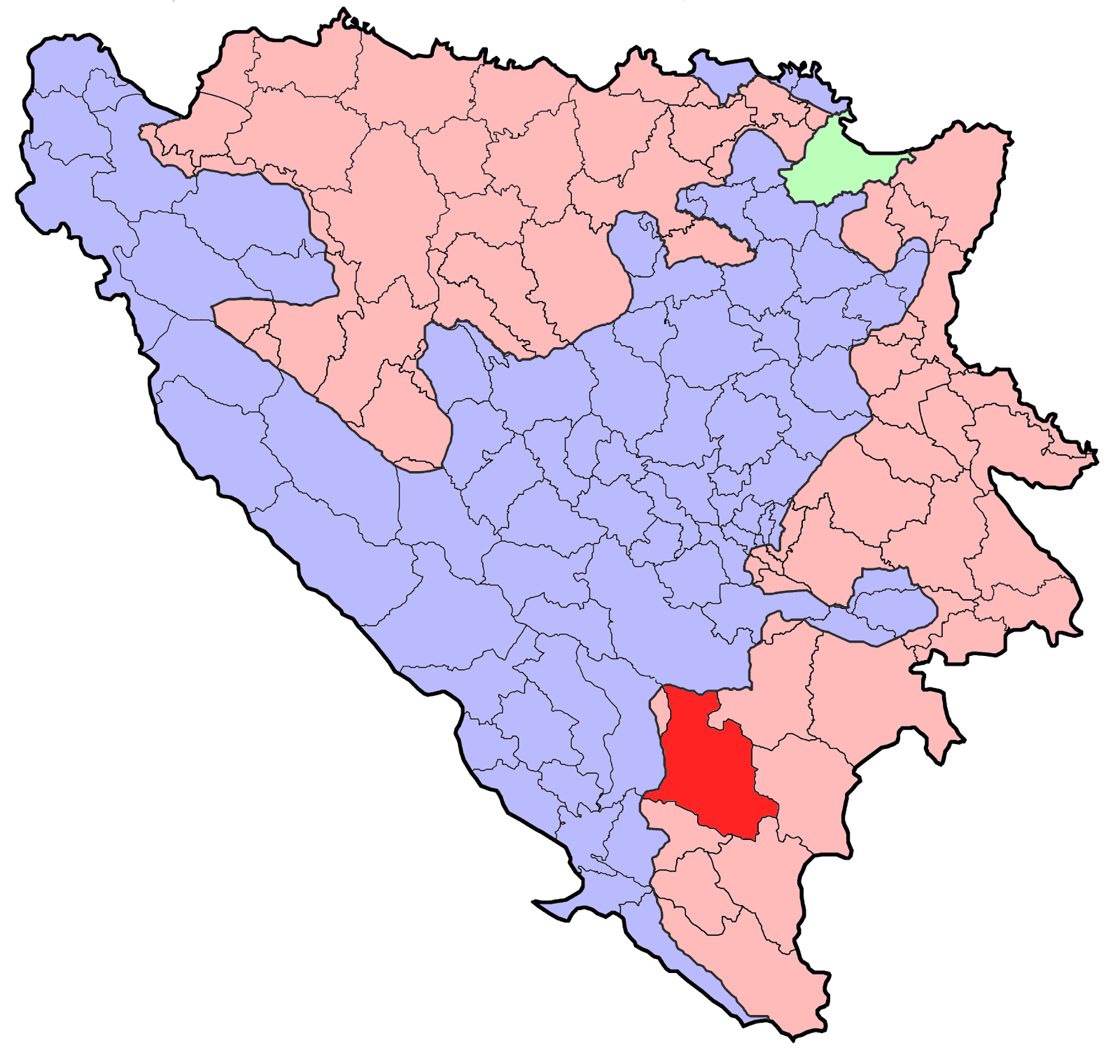
Localisation de la municipalité de Nevesnije en Bosnie-Herzégovine

La municipalité de Nevesinje compte 57 localités :
| - Batkovići - Bežđeđe - Biograd - Bojišta - Borovčići - Bratač - Budisavlje - Česim - Donja Bijenja - Donji Drežanj - Donji Lukavac - Dramiševo - Gaj - Gornja Bijenja - Gornji Drežanj | - Gornji Lukavac - Grabovica - Hrušta - Humčani - Jasena - Jugovići - Kifino Selo - Kljen - Kljuna - Kovačići - Krekovi - Kruševljani - Lakat - Luka - Miljevac | - Nevesinje - Odžak - Plužine - Podgrađe - Postoljani - Presjeka - Pridvorci - Prkovići - Rabina - Rast - Rilja - Rogače - Seljani - Slato - Sopilja | - Studenci - Šehovina - Šipačno - Trusina - Udrežnje - Zaborani - Zalom - Zalužje - Zovi Do - Žiljevo - Žuberin - Žulja |

## Démographie

### Villeintra muros

#### Évolution historique de la population dans la villeintra muros
| 1948  | 1953 | 1961  | 1971  | 1981  | 1991  | 2013  |
| ----- | ---- | ----- | ----- | ----- | ----- | ----- |
| 1 615 | -    | 2 349 | 3 055 | 3 605 | 4 068 | 5 464 |

|  |

### Municipalité

#### Évolution historique de la population dans la municipalité
| 1971   | 1981   | 1991   | 2013   |
| ------ | ------ | ------ | ------ |
| 19 333 | 16 326 | 14 448 | 13 758 |

#### Répartition de la population par nationalités dans la municipalité (1991)
En 1991, sur un total de 14 448 habitants, la population se répartissait de la manière suivante :

## Politique
À la suite des élections locales de 2012, les 19 sièges de l'assemblée municipale se répartissaient de la manière suivante :
| Parti                                                         | Sièges |
| ------------------------------------------------------------- | ------ |
| Alliance des sociaux-démocrates indépendants (SNSD)           | 5      |
| Parti démocratique serbe (SDS)                                | 3      |
| Parti socialiste (SP)                                         | 3      |
| Parti du progrès démocratique (PDP)                           | 2      |
| Parti radical serbe (SRS)                                     | 2      |
| Parti radical serbe de la République serbe de Bosnie (SRS RS) | 2      |
| Parti démocratique (DP)                                       | 1      |
| Alliance démocratique nationale (DNS)                         | 1      |

Momčilo Šiljegović, membre du Parti démocratique serbe (SDS), a été élu maire de la municipalité.

## Tourisme

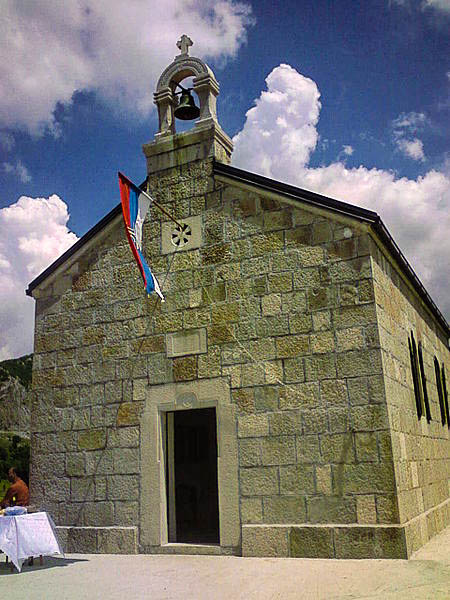
L'église Saint-Constantin-et-Sainte-Hélène de Slato

- le monastère de  Žitomislić (en) (détruit en 1992 par le Conseil de défense croate (HVO)).

## Personnalités
- Prodan Rupar (1815-1877), un des chefs de la révolte de l'Herzégovine en 1875
- Radivoje Bratić (né en 1952), homme politique
- Bogdan Žerajić (1886-1910), révolutionnaire
- Pero Zubac (né en 1945), écrivain
- Blagoje Parović (1903-1937), combattant de la guerre d'Espagne
- Ostoja Rajaković
- Savo Čolović (1911-1944), héros national de la Yougoslavie
- Vladimir Ivković, mathématicien
- Safvet-beg Bašagić (1870-1934), écrivain
- Borislav Arapović (né en 1935), linguiste et poète
- Dražen Bogopenec (XIVe siècle), župan de la région de Zagorje